# Гворемор ап Гадеон
Гворемор ап Гадеон (корн. Guoremor ap Gadeon; 358—415) — король Думнонії (387—400).

## Біографія
Гворемор був сином Гадеона і Гуладіс ап Ллеувер. 
Існує припущення, що Гворемор співправив з батьком Гадеоном із самого початку правління Гадеона. З 390 року Гворемор набув більшої політичної ваги, і фактично саме Гворемор був королем Думнонії до 400 року. Після цього королем Думнонії став син Гворемора Тутвал.
Гворемор помер в 415 році.